# Kartäusertal
Das Kartäusertal (auch Karthäusertal) liegt am südwestlichen Riesrand nahe Ederheim und Hürnheim in Schwaben. Das burgengesäumte Waldtal ist heute ein beliebtes Naherholungsgebiet der Städte Nördlingen und Donauwörth.

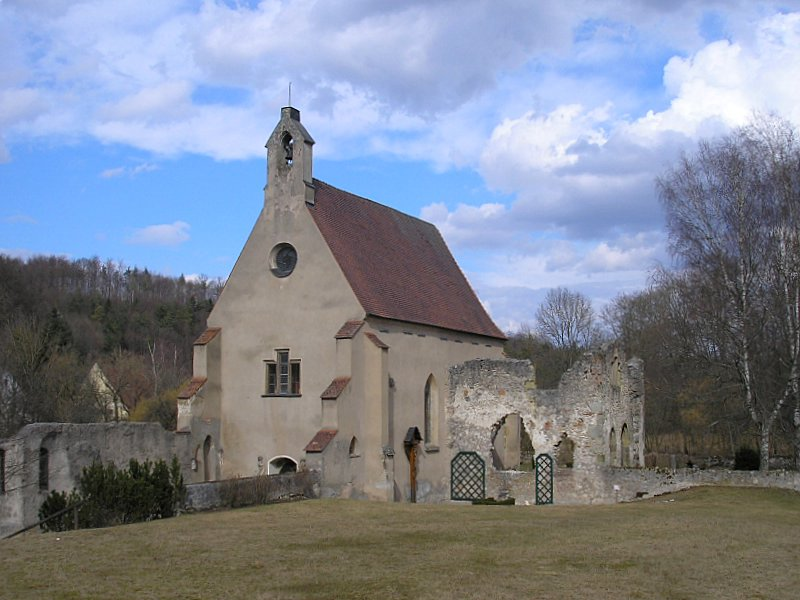
Die Klosterkirche Christgarten

Mittelpunkt und Namensgeber ist das ehemalige Kartäuserkloster Christgarten. Erhalten hat sich der gotische Chor der Klosterkirche, das Langhaus wurde im 19. Jahrhundert bis auf Mauerreste abgebrochen.
Eigentlich wird nur der anschließende Talabschnitt bis zur Domäne Karlshof als Kartäusertal bezeichnet. Nordöstlich schließt sich das Tal des Forellenbaches mit der Pulvermühle und der Burgruine Niederhaus an. Die Bezeichnung „Carthäusertal“ war allerdings ursprünglich nur für den westlichsten Teil zwischen dem Weiher- und dem Vogelsberg gebräuchlich.

## Die Burgen

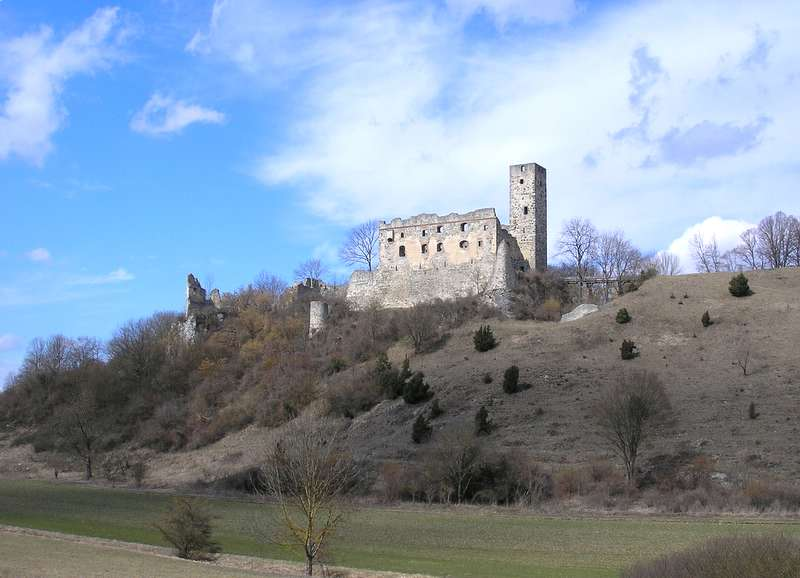
Burg Niederhaus

Burg Hochhaus

Neben der landschaftlichen Schönheit und dem Kloster mit seiner Gaststätte sind besonders die beiden Burgruinen Nieder- und Hochhaus Anziehungspunkte für die zahlreichen Wanderer. Auch die sonstigen Randhöhen des nur etwa vier Kilometer langen Tales tragen die Reste ehemaliger Befestigungsanlagen.
Östlich über Christgarten liegt der hochmittelalterliche Burgstall Rauhaus auf einem Hügel. 
Südlich hinter dem Kloster finden sich auf dem Weiherberg eine prähistorische Abschnittsbefestigung sowie an der Nordostkante des Bergrückens eine kleine wohl mittelalterliche Befestigung.
Die kleine Burgstelle auf dem Mühlberg im Osten war wohl ebenfalls die Birg eines – im Tal liegenden – karolingischen Herrenhofes.
Über dem Weiler Anhausen bewachen die Wallanlage Hagburg und die Burg Hochhaus auf dem Hochhauser Berg den Talausgang. Die Hagburg wird als weitere Birg gedeutet, sie trägt aber auch die Merkmale einer ungarnzeitlichen Schutzburg. Möglicherweise ist sie als Vorwerk der großen Burg auf dem Weiherberg anzusehen, zumal auch die gegenüberliegende Burg Hochhaus inmitten weitläufiger Abschnittsbefestigungen angelegt wurde.
Die Burgruine Hochhaus selbst ist heute stark einsturzgefährdet, der Zutritt ist offiziell verboten.
Über dem Seitental des Forellenbaches thront schließlich die Ruine Niederhaus. Die sanierte Burgruine wird von einem auffallend tiefen, doppelten Wallsystem umgeben. Solche aufwendigen Wallgrabensysteme deuten auf frühmittelalterliche Vorgängeranlagen hin. Möglicherweise war auch diese Burgstelle Teil eines größeren ungarnzeitlichen Festungssystems um den Weiherberg.